# Bryan Buckley
Bryan Buckley (Sudbury, Massachusetts, 3 de setembro de 1963) é um roteirista e cineasta americano. Como reconhecimento, foi nomeado ao Oscar 2013 na categoria de Melhor Curta-metragem por Asad.